# Kellen Gulley
Kellen Gulley (* 6. April 1994 in Clinton, Mississippi) ist ein ehemaliger US-amerikanischer Fußballspieler auf der Position eines Stürmers.

## Vereinskarriere

### Karrierebeginn in der Heimat
Kellen Gulley wurde am 6. April 1994 als Sohn der afroamerikanischen Army-Veteranin Marie (* 1960) und dem Weißen James Gulley (* 1948) in der Stadt Clinton, einige Kilometer nordwestlich der Hauptstadt Jackson, im US-Bundesstaat Mississippi geboren. Hier wuchs er an der Seite seines älteren Bruders James junior (* 1992) auf und begann seine Karriere als Fußballspieler an der Seite seines Bruders. Die beiden Söhne waren die einzigen Kinder von Marie und James Gulley; der Vater hatte bereits mehrere Kinder aus vorangegangenen Beziehungen. Die beiden Brüder spielten in ihrer Jugend unter anderem für lokale Mannschaften, wie Aztecs Premier, oder Schulmannschaften, dabei unter anderem an der örtlichen Clinton High School. Der Vater, der die Spiele seiner Söhne oftmals besuchte, viel dabei vor allem durch sein Temperament und seine Aggressivität auf. Dies artete auch durch Tätlichkeiten auf Schiedsrichter aus, die Gulley zumeist auch verbal attackierte.
Noch in jungen Jahren kam er parallel zu seiner Schulzeit auch im Nachwuchsbereich des Major-League-Soccer-Franchises Chicago Fire zum Einsatz. Das Chicagoer Franchise betrieb bereits seit Mitte der 2000er Jahre diverse Jugendausbildungsstätten in den gesamten Vereinigten Staaten, darunter auch eines im US-Bundesstaat Mississippi, das von Kellen Gulley besucht wurde. Im Sommer kam er auch regelmäßig am Hauptsitz des Franchises zum Einsatz. Zwischen 2009 und 2011 besuchte er zudem die IMG Academy in Bradenton, Florida, wo er ein noch intensiveres Training erhielt und zu einem US-amerikanischen Juniorennationalspieler ausgebildet wurde. Zwischen 2011 und 2012 gehörte er wieder dem Nachwuchs von Chicago Fire an, ehe er in den Profikader hochgeholt wurde. Davor nahm er unter anderem an drei aufeinanderfolgenden SUM/Generation Adidas Cups (2009, 2010 und 2011) teil. 2010 trainierte er bereits mit dem Team in der Super-20 League, der Mannschaft Chicago Fire U-23 in der USL PDL und der Profimannschaft.
Bereits im August 2011 stand er als zweiter Homegrown Player in der Geschichte des Franchises im Profiaufgebot, war jedoch nicht spielberechtigt, da er noch das Homegrown-Player-Prozedere abzuwickeln hatte. Stattdessen absolvierte er 2011 vier Spiele in der Reservemannschaft, wobei er es zu einem Treffer und einer Torvorlage brachte und kam bei den Profis in einem internationalen Freundschaftsspiel gegen Deportivo Guadalajara zum Einsatz.

### Erste Einsätze als Profi
Im Spieljahr 2012 gehörte er offiziell zum Profikader, saß jedoch nur in einem einzigen Ligaspiel uneingesetzt auf der Ersatzbank. Die restliche Zeit verbrachte er mitunter bei der Reservemannschaft in der MLS Reserve League, in der er in sechs Partien eingesetzt wurde und dabei lediglich in einer von Beginn an startete. Hauptsächlich kam er allerdings in der U-18-Akademiemannschaft zum Einsatz. Hierbei lief er in 23 Meisterschaftsspielen, von denen er in zwölf von Beginn an startete, auf, erzielte sechs Tore und zog mit dem Team als bestplatzierte Mannschaft des Landes in die USSDA-Playoffs ein. Als Ziel wurde im Jahre 2012 der Durchbruch des Offensivakteurs in die Profimannschaft im nachfolgenden Spieljahr 2013 gesetzt; hierzu kam es jedoch nicht, da Gulley für das gesamte Spieljahr an die Atlanta Silverbacks mit Spielbetrieb in der zweitklassigen North American Soccer League (NASL) verliehen wurde. Am 26. Mai 2013 gab er sein Profidebüt, als er beim 1:0-Auswärtssieg über die San Antonio Scorpions von Trainer Brian Haynes ab der 73. Spielminute für den Mexikaner Rubén Luna auf den Rasen kam. Über das restliche NASL-Spieljahr 2013 kam Gulley zu neun weiteren Kurzeinsätzen – nur ein Spiel hiervon absolvierte er über die vollen 90 Minuten –, saß aber die meiste Zeit ohne Einsatz auf der Ersatzbank. Als Erster der von April bis Juli 2013 ausgetragenen Spring Season nahmen die Atlanta Silverbacks am Finalspiel gegen New York Cosmos, den Ersten der von August bis November 2013 abgehaltenen Fall Season, als das Franchise aus Atlanta, Georgia, lediglich den siebenten und damit vorletzten Platz belegte, teil. Die Soccer Bowl, so der Name des Finalspieles, endete nach einem Tor des Routiniers Marcos Senna in einer 0:1-Niederlage der Silverbacks.
Da er die Verantwortlichen der Atlanta Silverbacks durch seine wenigen Einsätzen dennoch überzeugt haben dürfte, wurde er im Juli für das NASL-Spieljahr 2014 fix unter Vertrag genommen. Rund ein halbes Jahr zuvor hatte Chicago Fire den 19-Jährigen wieder in den Kader aufgenommen, jedoch einen Monat später wieder entlassen. Sein erstes Spiel kurz nach seiner Verpflichtung absolvierte er ausgerechnet gegen Chicago Fire beim Viertelfinalaus im Lamar Hunt U.S. Open Cup 2014. Danach brachte es der 20-jährige Stürmer noch zu zwei Kurzeinsätzen in der Liga und blieb von Trainer Eric Wynalda weitestgehend unberücksichtigt. Nach diesem Spieljahr verließ er das Franchise und wurde im April 2015 zusammen mit seinem Bruder James, der bisweilen als College-Fußballspieler zum Einsatz gekommen war, vom in ihrer Heimatstadt Clinton angesiedelten Franchise Mississippi Brilla mit Spielbetrieb in der viertklassigen Premier Development League unter Vertrag genommen. Hier konnte sich Kellen Gulley erstmals als torgefährlich Stürmer etablieren und brachte es bei elf Ligaeinsätzen im Spieljahr 2015 zu sieben Treffern. Als Erster der Mid South Division der Southern Conference nahm er mit Mississippi Brilla an der Southern Conference Championship teil, schied in dieser allerdings noch im ersten Spiel, dem Semifinale, gegen den FC Miami City Champions aus.

### Karriereende nach Drogenhandel und Schießerei
Im Januar 2016 wurde Gulley in seiner Heimatstadt Clinton nach einer Schießerei bei sich zuhause verhaftet. Die Schießerei wurde von der örtlichen Polizei als schiefgegangenes Drogengeschäft deklariert, wobei davon ausgegangen wurde, dass Gulley das Feuer eröffnet habe, als eine weitere Person versucht hatte, ihn der illegalen Drogen zu berauben. Am 1. August 2016 veröffentlichte das Clinton Police Department Informationen darüber, dass Gulley am 29. Juli 2016 aufgrund des Besitzes illegaler Rauschmittel und der Absicht diese zu verkaufen, während er gleichzeitig bewaffnet war, ein weiteres Mal inhaftiert wurde. Von der Polizei wurde er als „signifikanter Dealer von Marihuana, Kokainpulver und Codeinsirup in Clinton und der Jackson Metropolitan Area“ bezeichnet. Nachfolgenden bemängelte Gulley den fehlerhaften Durchsuchungsbefehl und gab an, bei der Schießerei im Januar des gleichen Jahres in Notwehr geschossen zu haben. Am 3. November 2017 wurde Kellen Gulley zu vier Jahren Gefängnis aufgrund des Besitzes von Marihuana und der Absicht, dieses zu verkaufen, verurteilt und sitzt seine Strafe aktuell (Stand: Juli 2018) in einer Haftanstalt des Mississippi Department of Corrections ab.

## Nationalmannschaftskarriere
Im Jahre 2009 gab Kellen Gulley, der über einen Zeitraum von drei Jahren dem U.S. Soccer U-17 Residency Program in Bradenton, Florida, angehörte, sein Debüt in der US-amerikanischen U-17-Nationalmannschaft. Bereits im Frühjahr desselben Jahres gehörte er der U-15-Auswahl der Vereinigten Staaten an und kam mit dieser in einem Trainingscamp in Mönchengladbach zum Einsatz. Auch noch im Sommer 2009 gehörte er dieser Nachwuchsauswahl seines Heimatlandes an. Im November 2009 wurde er dabei von Wílmer Cabrera für eine Reihe von freundschaftlichen Länderspielen erstmals in den U-17-Kader berufen. In der ersten Begegnung gegen Portugal noch ohne Einsatz, debütierte Gulley zwei Tage später bei einem 1:1-Remis gegen Brasilien am 5. Dezember 2009 und erzielte nach Vorlage von Nicholas Melo auch den einzigen Treffer seiner Mannschaft. Zwischen 2009 und 2010 brachte es der Offensivspieler zu acht Länderspieleinsätzen, in denen er vier Tore erzielte. Im Januar 2011 wurde er von Cabrera in den Kader für das Frühjahrssemester des U.S. Soccer Residency Programs beordert.